# Janina Abramowska
Janina Abramowska pseudonimy Anna Dąbrowska i J.K., w latach 1952–1968 posługiwała się nazwiskiem Janina Kołtuniakowa (ur. 29 sierpnia 1933 w Ostrowi Mazowieckiej) – historyk literatury polskiej, literaturoznawca polski, teoretyk literatury, profesor doktor habilitowany.

## Życiorys
Ojcem Janiny Abramowskiej był oficer Policji Państwowej Józef Abramowski. Matka Czesława z Dąbrowskich była nauczycielką. Przed i w czasie II wojny światowej mieszkała w Warszawie. Uczęszczała do szkoły powszechnej i na tajne komplety w klasztorze Franciszkanek Rodziny Marii w Warszawie. Po wojnie kontynuowała naukę w Gimnazjum Ogólnokształcącym w Dębnie Lubuskim (1945–1948). Maturę zdała w 1950 w Liceum Ogólnokształcącym w Drawsku Pomorskim. W 1951 podjęła studia polonistyczne na Uniwersytecie Poznańskim. W 1955 roku uzyskała tytuł magistra i rozpoczęła pracę jako aspirant w Instytucie Badań Literackich Polskiej Akademii Nauk. W IBL pracowała do 1958. Od 1961 do końca kariery pracowała w Katedrze Literatury Polskiej (po reorganizacji Instytut Filologii Polskiej) Uniwersytetu im. Adama Mickiewicza w Poznaniu. W 1962 obroniła pracę doktorską „Odprawa posłów greckich Jana Kochanowskiego wobec tragedii renesansowej”. Habilitowała się w 1974 roku na tym samym uniwersytecie rozprawą „Ład i fortuna. O tragedii renesansowej w Polsce”. W latach 1974–1977 i 1981–1984 była wicedyrektorem do spraw dydaktycznych Instytutu Filologii Polskiej Uniwersytetu im. Adama Mickiewicza. Jest członkiem redakcji serii Komitetu Nauk o Literaturze Polskiej PAN „Rozprawy Literackie”. 23 sierpnia 1980 roku dołączyła do apelu 64 uczonych, pisarzy i publicystów do władz komunistycznych o podjęcie dialogu ze strajkującymi robotnikami. Redaguje serię „Czytani Dzisiaj” poznańskiej oficyny Bookservice. W roku 1990 uzyskała tytuł profesora oraz stanowisko profesora nadzwyczajnego i objęła funkcję kierownika Pracowni, a następnie Zakładu Poetyki Historycznej (do roku 2002). Na swoich seminariach wypromowała około 300 magistrów i 10 doktorów. W latach osiemdziesiątych i dziewięćdziesiątych była członkiem Komitetu Nauk o Literaturze Polskiej Polskiej Akademii Nauk, a od roku 1993  przez dwie kadencje także Rady Naukowej Instytutu Badań Literackich. W roku 1995 została mianowana profesorem zwyczajnym. Jest członkiem redakcji serii KNoLP „Rozprawy Literackie”. Była pomysłodawcą i redaktorem serii „Czytani dzisiaj” poznańskiej oficyny Rebis. 
Debiutowała w 1956 roku w „Widnokręgu” – dodatku do „Gazety Poznańskiej” nr 24 artykułem „Pojedynek dwóch epok. (Z dziejów kulturalnych Poznania)”. Jest autorką około 100 publikacji.
Odznaczona w 1993 Krzyżem Kawalerskim Orderu Odrodzenia Polski, w 1979 odznaką honorową „Za Zasługi w Rozwoju Województwa Poznańskiego” oraz w 1982 Złotym Krzyżem Zasługi.
W 1952 wyszła za mąż za dziennikarza Jerzego Kołtuniaka. Rozwiedli się w 1968 roku.
Mieszka w Poznaniu. Od roku 2003 na emeryturze.

## Publikacje
- Odprawa posłów greckich Jana Kochanowskiego wobec tragedii renesansowej, Janina Kułtuniakowa, Poznań, Uniwersytet im. Adama Mickiewicza 1963, 282 s,
- Ład i fortuna; o tragedii renesansowej w Polsce, Janina Abramowska, Wrocław, Polska Akademia Nauk, Instytut Badań Literackich 1974, 218 s.
- Polska bajka ezopowa, Janina Abramowska, pod redakcją Aleksandry Okopień-Sławińskiej, Polska Akademia Nauk, Instytut Badań Literackich, Poznań, Wydawnictwo Naukowe UAM 1991, ISBN 83-04-01333-9, ISBN 83-232-0339-3, 382 s.
- Jan Kochanowski, Janina Abramowska, Poznań, Dom Wydawniczy „Rebis” 1994, ISBN 83-7120-112-5, ISBN 83-7120-090-0, 149 s.
- Powtórzenia i wybory: studia z tematologii i poetyki historycznej, Janina Abramowska, Poznań, Dom Wydawniczy Rebis 1995, ISBN 83-7120-290-3, 399 s.
- Z perspektywy końca wieku. Studia o literaturze i jej kontekstach, pod red. Janiny Abramowskiej i Aliny Brodzkiej, Poznań, Dom Wydawniczy „Rebis” 1997, ISBN 83-7120-502-3, 295 s.
- Sporne i bezsporne problemy współczesnej wiedzy o literaturze, praca zbiorowa pod redakcją Włodzimierza Boleckiego i Ryszarda Nycza, autorka Janina Abramowska i inni, Instytut Badań Literackich Polskiej Akademii Nauk, Fundacja „Centrum Międzynarodowych badań Polonistycznych”, Warszawa, IBL. PAN Wyd. 2002, ISBN 83-87456-91-8, 467 s.
- Alegoria, pod redakcją Janiny Abramowskiej, Gdańsk, Słowo/Obraz Terytoria 2003, ISBN 83-89405-60-1, 218 s.
- Poetyka, polityka, retoryka, pod redakcją Włodzimierza Boleckiego i Ryszarda Nycza, autorka Janina Abramowska i inni, Fundacja „Centrum Międzynarodowych Badań Polonistycznych”, Instytut Badań Literackich Polskiej Akademii Nauk, Warszawa, Instytut Badań Literackich PAN. Wydawnictwo: Fundacja „Centrum Międzynarodowych Badań Polonistycznych” 2006, ISBN 83-89348-67-5, 392 s.
- Teoria, historia, powinowactwa literatury, Jerzy Ziomek, wstęp Seweryna Wysłouch, dobór tekstów Janina Abramowska i Ewa Wiegandt, Poznańskie Towarzystwo Przyjaciół Nauk, Uniwersytet im. Adama Mickiewicza, Poznań, Poznańskie Towarzystwo Przyjaciół Nauk, Uniwersytet im. Adama Mickiewicza 2008, ISBN 978-83-7063-544-2, 192 s.
- Pisarze w zwierzyńcu, Janina Abramowska, Wydawnictwo Poznańskie, Październik 2010, ISBN 978-83-7177-620-5, 188 s.